# Litomyšl
Litomyšl (tyska: Leitomischl) är en stad i Tjeckien. Den ligger i distriktet Okres Svitavy och regionen Pardubice, i den östra delen av landet, 140 km öster om huvudstaden Prag. Antalet invånare är 9 914.

## Kultur
Förr var staden ett betydelsefyllt religiöst centrum. År 1344 grundades Böhmens andra biskopssäte i staden. Detta upphörde i och med husitkrigen. Från denna tid härstammar delar av Litomyšls slott, känt för sin arkitektur och för att det är kompositören Bedřich Smetanas födelseplats. På 1800-talet var Litomyšls gymnasium av stor betydelse.